# Klaus Wunder (Fußballspieler, 1957)
Klaus Wunder (* 9. August 1957) ist ein ehemaliger deutscher Fußballspieler.

## Karriere
Klaus Wunder schaffte aus der Jugendabteilung der Stuttgarter Kickers über die Amateurmannschaft des Vereins den Sprung in die erste Mannschaft. Für diese absolvierte er zwischen 1976 und 1976 fünf Spiele in der 2. Bundesliga Süd. In der Folgesaison wechselte er zum SV Germania Bietigheim, ein Jahr später zu den Amateuren des TSV 1860 München und 1979 zum FV Biberach.